# Objaw brudnych kolan
Objaw brudnych kolan – patologiczny objaw, nazwany tak przez profesora Artura Bera, występujący w przebiegu niedoczynności tarczycy, charakterystyczny zwłaszcza dla obrzęku śluzowatego.
Polega on na ograniczonym, nadmiernym rogowaceniu naskórka (łac. hyperkeratosis hypothyreotoxica), dotyczącym zwłaszcza kolan i łokci, rzadko także wewnętrznych kostek i grzbietów stóp. Naskórek w obrębie zmian jest szorstki, pomarszczony, łuszczy się i ulega zabrudzeniu łatwiej niż naskórek zdrowy, dając wrażenie brudnych plam, szczególnie na tle bladej w niedoczynności tarczycy skóry. Objaw ten przez wielu endokrynologów uważany jest za swoisty dla niedoczynności tarczycy.